# Frankrijk op de Olympische Zomerspelen 1952
Frankrijk nam deel aan de Olympische Zomerspelen 1952 in Helsinki, Finland.

## Medailleoverzicht
| Sport          | Olympiër(s)                                                                                      | Onderdeel                  | Medaille |
| -------------- | ------------------------------------------------------------------------------------------------ | -------------------------- | -------- |
| Kanovaren      | Jean Laudet Georges Turlier                                                                      | C-2 10000m (m)             | Goud     |
| Paardensport   | Pierre Jonquères d'Oriola                                                                        | springconcours individueel | Goud     |
| Roeien         | Bernard Malivoire Gaston Mercier Raymond Salles                                                  | twee-met (m)               | Goud     |
| Schermen       | Christian d'Oriola                                                                               | floret (m)                 | Goud     |
| Schermen       | Jéhan de Buhan Christian d'Oriola Jacques Lataste Claude Netter Jacques Noël Adrian Rommel       | floret team (m)            | Goud     |
| Zwemmen        | Jean Boiteux                                                                                     | 400m vrije slag (m)        | Goud     |
| Atletiek       | Alain Mimoun                                                                                     | 5000m (m)                  | Zilver   |
| Atletiek       | Alain Mimoun                                                                                     | 10000m (m)                 | Zilver   |
| Paardensport   | Guy Lefrant                                                                                      | eventing individueel       | Zilver   |
| Roeien         | Pierre Blondiaux Marc Bouissou Roger Gautier Jacques Guissart                                    | vier-zonder (m)            | Zilver   |
| Schoonspringen | Mady Moreau                                                                                      | 3m plank (v)               | Zilver   |
| Zwemmen        | Gilbert Bozon                                                                                    | 100m rugslag (m)           | Zilver   |
| Boksen         | Joseph Ventaja                                                                                   | -57kg (m)                  | Brons    |
| Kanovaren      | Louis Gantois                                                                                    | K-1 1000m (m)              | Brons    |
| Paardensport   | André Jousseaume                                                                                 | dressuur individueel       | Brons    |
| Schermen       | Jean Laroyenne Jacques Lefèvre Jean Levavasseur Bernard Morel Maurice Piot Jean-François Tournon | sabel team (m)             | Brons    |
| Wielersport    | Jacques Anquetil Claude Rouer Alfred Tonello                                                     | wegwedstrijd team (m)      | Brons    |
| Zwemmen        | Joseph Bernardo Jean Boiteux Aldo Eminente Alexandre Jany                                        | 4x200m vrije slag (m)      | Brons    |

## Resultaten per onderdeel

### Atletiek
| Olympiër                                                                | Onderdeel              | Resultaat | Prestatie                                                                       |
| ----------------------------------------------------------------------- | ---------------------- | --------- | ------------------------------------------------------------------------------- |
| Étienne Bally                                                           | 100m (m)               | 13e       | serie 2: 1ste in 10,97 kwartfinale 2: 4de in 10,98                              |
| René Bonino                                                             | 100m (m)               | 25e       | serie 11: 3de in 11,00                                                          |
| Alain Porthault                                                         | 100m (m)               | 10e       | serie 12: 2de in 11,04 kwartfinale 1: 3de in 10,99 halve finale 1: 5de in 11,04 |
| Étienne Bally                                                           | 200m (m)               | 15e       | serie 1: 2de in 22,03 kwartfinale 5: 3de in 22,02                               |
| Henry Brault                                                            | 200m (m)               | 46e       | serie 12: 3de in 22,48                                                          |
| Marcel Gerdil                                                           | 200m (m)               | 28e       | serie 6: 2de in 22,71 kwartfinale 3: 5de in 22,37                               |
| Yves Camus                                                              | 400m (m)               | 12e       | serie 8: 2de in 48,06 kwartfinale 4: 4de in 48,43                               |
| Jacques Degats                                                          | 400m (m)               | 16e       | serie 7: 1ste in 48,60 kwartfinale 3: 5de in 48,90                              |
| Jean-Pierre Goudeau                                                     | 400m (m)               | 36e       | serie 10: 4de in 48,94                                                          |
| René Djian                                                              | 800m (m)               | 29e       | serie 4: 5de in 1.54,3                                                          |
| Patrick El Mabrouk                                                      | 800m (m)               | 24e       | serie 8: 1ste in 1.52,00                                                        |
| Patrick El Mabrouk                                                      | 1500m (m)              | 5e        | serie 4: 1ste in 3.55,8 halve finale 1: 5de in 3.51,0 finale: 5de in 3.46,0     |
| Pierre Gillet                                                           | 1500m (m)              | 49e       | serie 1: 8ste in 4.26,6                                                         |
| Jean Vernier                                                            | 1500m (m)              | 32e       | serie 6: 5de in 3.56,8                                                          |
| Ben Ahmed Abdelkrim                                                     | 5000m (m)              | 37e       | serie 2: 12de in 15.10,2                                                        |
| Alain Mimoun                                                            | 5000m (m)              | Zilver    | serie 1: 1ste in 14.19,0 finale: 2de in 14.07,4                                 |
| Jean Schlegel                                                           | 5000m (m)              | 25e       | serie 3: 9de in 14.45,6                                                         |
| Ould Lamine Abdallah                                                    | 10000m (m)             | 17e       | 30.53,0                                                                         |
| Ahmed Ben Labidi                                                        | 10000m (m)             | 25e       | 31.52,2                                                                         |
| Alain Mimoun                                                            | 10000m (m)             | Zilver    | 29.32,8                                                                         |
| Jacques Dohen                                                           | 110m horden (m)        | 27e       | serie 6: 5de in 15,7                                                            |
| Edmond Roudnitska                                                       | 110m horden (m)        | 9e        | serie 2: 2de in 14,9 halve finale 1: 5de in 14,9                                |
| Robert Bart                                                             | 400m horden (m)        | 13e       | serie 4: 3de in 54,5 kwartfinale 1: 4de in 53,0                                 |
| Jean Thureau                                                            | 400m horden (m)        | 33e       | serie 8: 5de in 56,7                                                            |
| André Lebrun                                                            | 3000m steeplechase (m) | 19e       | serie 2: 8ste in 9.17,8                                                         |
| André Paris                                                             | 3000m steeplechase (m) | 27e       | serie 3: 7de in 9.30,0                                                          |
| Pierre Prat                                                             | 3000m steeplechase (m) | 30e       | serie 1: 11de in 9.32,8                                                         |
| Étienne Bally René Bonino Yves Camus Alain Porthault                    | 4x100m (m)             | 13e       | serie 1: 2de in 40,8 halve finale 2: 2de in 40,9 finale: 5de in 40,9            |
| Jean-Pierre Goudeau Robert Bart Jacques Degats Jean-Paul Martin du Gard | 4x400m (m)             | 6e        | serie 1: 2de in 3.12,72 finale: 6de in 3.10,33                                  |
| Lionel Billas                                                           | marathon (m)           | DNF       | niet gefinisht                                                                  |
| Louis Chevalier                                                         | 10km snelwandelen (m)  | 4e        | serie 1: 3de in 45.58,0 finale: 4de in 4.50,4                                   |
| Émile Maggi                                                             | 10km snelwandelen (m)  | 7e        | serie 2: 2de in 46.47,8 finale: 7de in 46.08,0                                  |
| Claude Hubert                                                           | 50km snelwandelen (m)  | 18e       | 4:55.28,2                                                                       |
| Raymond Lesage                                                          | 50km snelwandelen (m)  | 16e       | 4:52.37,8                                                                       |
| Jean Strunc                                                             | 50km snelwandelen (m)  | 21e       | 4:59.08,2                                                                       |
| Lionel Billas                                                           | verspringen (m)        | 8e        | kwalificatie groep A: 6de met 7,10m finale: 8ste met 7,02m                      |
| Jacques Boulanger                                                       | hink-stap-springen (m) | 16e       | kwalificatie groep A: 8ste met 14,49m                                           |
| Malik M'Baye                                                            | hink-stap-springen (m) | 16e       | kwalificatie groep A: 10de met 14,39m                                           |
| Claude Bénard                                                           | hoogspringen (m)       | 18e       | kwalificatie groep A: 5de met 1,87m finale: 18de met 1,90m                      |
| Georges Damitio                                                         | hoogspringen (m)       | 13e       | kwalificatie groep A: 10de met 1,37m finale: 13de met 1,90m                     |
| Lucien Guillier                                                         | kogelstoten (m)        | 11e       | kwalificatie: 13de met 14,62m finale: 11de met 14,84m                           |
| Lucien Guillier                                                         | discuswerpen (m)       | 25e       | kwalificatie groep A: 11de met 43,88m                                           |
| Jean Maissant                                                           | discuswerpen (m)       | 17e       | kwalificatie groep B: 7de met 46,47m finale: 17de met 43,40m                    |
| Pierre Legrain                                                          | kogelslingeren (m)     | 23e       | kwalificatie groep B: 11de met 49,75m finale: 23ste met 46,38m                  |
| André Osterberger                                                       | kogelslingeren (m)     | 30e       | kwalificatie groep A: 16de met 47,87m                                           |
| Georges Breitman                                                        | tienkamp (m)           | DNF       | niet gefinisht                                                                  |
| Hugues Frayer                                                           | tienkamp (m)           | 11e       | 5772 punten                                                                     |
| Ignace Heinrich                                                         | tienkamp (m)           | DNF       | niet gefinisht                                                                  |
|                                                                         |                        |           |                                                                                 |
| Alberte de Campou                                                       | 100m (v)               | 25e       | serie 7: 3de in 12,2                                                            |
| Denise Laborie                                                          | 100m (v)               | 36e       | serie 11: 3de in 12,6                                                           |
| Yvette Monginou                                                         | 100m (v)               | 21e       | serie 8: 2de in 12,3 kwartfinale 2: 6de in 12,4                                 |
| Marcelle Gabarrus                                                       | 200m (v)               | 12e       | serie 4: 2de in 25,3 halve finale 2: 7de in 25,3                                |
| Anne-Marie Lousteau                                                     | 200m (v)               | 24e       | serie 3: 4de in 25,5                                                            |
| Colette Elloy                                                           | 80m horden (v)         | 21e       | serie 1: 4de in 11,9                                                            |
| Claudie Flament                                                         | 80m horden (v)         | 12e       | serie 5: 2de in 11,5 halve finale 2: 6de in 11,6                                |
| Yvette Monginou                                                         | 80m horden (v)         | 13e       | serie 6: 3de in 11,3                                                            |
| Alberte de Campou Marcelle Gabarrus Denise Laborie Yvette Monginou      | 4x100m (v)             | 7e        | serie 3: 4de in 47,3                                                            |
| Yvonne Chabot-Curtet                                                    | verspringen (v)        | 23e       | kwalificatie groep A: 9de met 5,36m finale: 23ste met 5,28m                     |
| Éliane Dudal                                                            | verspringen (v)        | 28e       | kwalificatie groep A: 14de met 5,21m                                            |
| Suzanne Glotin                                                          | verspringen (v)        | 26e       | kwalificatie groep A: 11de met 5,26m                                            |
| Yvonne Chabot-Curtet                                                    | kogelstoten (v)        | 9e        | kwalificatie: 7de met 12,91m finale: 9de met 12,96m                             |
| Paulette Veste                                                          | discuswerpen (v)       | 16e       | kwalificatie: 14de met 37,47m finale: 16de met 37,64m                           |

### Basketbal
| Olympiër | Onderdeel | Resultaat | Prestatie |
| --- | --------- | --------- | --- |
| Roger Haudegand Bernard Planque Robert Monclar René Chocat Jean Perniceni Louis Devoti Robert Guillin Robert Crost Jacques Dessemme André Buffière André Vacheresse Jean-Paul Beugnot | mannen    | 8e        | voorronde groep D: 1ste W van Egypte: 92-64 W van Cuba: 58-42 W van Chili: 52-43 kwartfinale groep A: 4de W van Uruguay: 68-66 V van Argentinië: 52-61 V van Bulgarije: 58-67 5-8ste plek: V van Brazilië: 44-59 7-8ste plek: V van Bulgarije: 44-58 |

| Groep D |           |             |             |             |            |            |            |        |
| №       | Land      | Wedstrijden | Wedstrijden | Wedstrijden | Doelpunten | Doelpunten | Doelpunten | Punten |
| №       | Land      | G           | W           | V           | V          | T          | Saldo      | Punten |
| 1       | Frankrijk | 3           | 3           | 0           | 202        | 149        | +53        | 6      |
| 2       | Chili     | 3           | 2           | 1           | 170        | 150        | +20        | 5      |
| 3       | Egypte    | 3           | 1           | 2           | 176        | 221        | −45        | 4      |
| 4       | Cuba      | 3           | 0           | 3           | 149        | 177        | −28        | 3      |

| Ronde      | Plaats    | Land  | Score  | Land |
| ---------- | --------- | ----- | ------ | ---- |
| Groepsfase |           |       |        |      |
| Helsinki   | Frankrijk | 92-64 | Egypte |      |
| Helsinki   | Frankrijk | 58-42 | Cuba   |      |
| Helsinki   | Frankrijk | 52-43 | Chili  |      |

| Kwartfinale groep A |            |             |             |             |        |        |        |        |
| №                   | Land       | Wedstrijden | Wedstrijden | Wedstrijden | Punten | Punten | Punten | Punten |
| №                   | Land       | G           | W           | V           | V      | T      | Saldo  | Punten |
| 1                   | Uruguay    | 3           | 2           | 1           | 194    | 187    | +7     | 5      |
| 2                   | Argentinië | 3           | 2           | 1           | 226    | 174    | +52    | 5      |
| 3                   | Bulgarije  | 3           | 1           | 2           | 177    | 220    | −43    | 4      |
| 4                   | Frankrijk  | 3           | 1           | 2           | 178    | 194    | −16    | 4      |

| Ronde       | Plaats     | Land  | Score     | Land |
| ----------- | ---------- | ----- | --------- | ---- |
| Groepsfase  |            |       |           |      |
| Helsinki    | Frankrijk  | 68-66 | Uruguay   |      |
| Helsinki    | Argentinië | 61-52 | Frankrijk |      |
| Helsinki    | Bulgarije  | 67-58 | Frankrijk |      |
| 5-8ste plek |            |       |           |      |
| Helsinki    | Brazilië   | 59-44 | Frankrijk |      |
| 7-8ste plek |            |       |           |      |
| Helsinki    | Frankrijk  | 44-58 | Bulgarije |      |

### Boksen
| Olympiër                 | Onderdeel   | Resultaat | Prestatie |
| ------------------------ | ----------- | --------- | --- |
| Abdel Amid Boutefnouchet | -51kg (m)   | 15e       | 1ste ronde: V van GBR Dower: 0-3 |
| Antoine Martin           | -54kg (m)   | 17e       | 1ste ronde: V van ROU Zlătaru: gediskwalificeerd                                                                                           |
| Joseph Ventaja           | -57kg (m)   | Brons     | 1ste ronde: W van URS Sokolov: 2-1 2de ronde: W van PAK Greave: 3-0 kwartfinale: W van USA Brown: 3-0 halve finale: V van ITA Caprari: 1-2 |
| Antoine Martin           | -60kg (m)   | 17e       | 1ste ronde: V van URS Zasukhin: 1-2 |
| René Weissmann           | -63,5kg (m) | 5e        | 1ste ronde: W van POL Kudlacik: 2-1 2de ronde: W van YUG Šovljanski: gediskwalificeerd kwartfinale: V van URS Mednov: 0-3                  |
| Ali Belkacem             | -67kg (m)   | 17e       | 1ste ronde: V van USA Gaga: knock-out |
| André Queillé            | -71kg (m)   | 17e       | 1ste ronde: V van CAN Chase: 1-2 |
| Omar Tebbaka             | -75kg (m)   | 9e        | 1ste ronde: vrij 2de ronde: V van USA Patterson: 0-3                                                                                       |
| Claude Arnaiz            | -81kg (m)   | 9e        | 1ste ronde: vrij 2de ronde: V van USA Lee: 0-3                                                                                             |
| Jean Lansiaux            | -81kg (m)   | 9e        | 1ste ronde: W van IRL Lyttle: 3-0 2de ronde: niet gestart                                                                                  |

### Gewichtheffen
| Olympiër        | Onderdeel   | Resultaat | Prestatie                                                                              |
| --------------- | ----------- | --------- | -------------------------------------------------------------------------------------- |
| Marcel Thévenet | -56kg (m)   | 12e       | drukken: 6de met 85kg trekken: 15de met 77,5kg stoten: 12de met 107,5kg totaal: 270kg  |
| Max Heral       | -60kg (m)   | 13e       | drukken: 19de met 82,5kg trekken: 8ste met 95kg stoten: 8ste met 120kg totaal: 297,5kg |
| André Dochy     | -75kg (m)   | 10e       | drukken: 9de met 102,5kg trekken: 9de met 107,5kg stoten: 8ste met 140kg totaal: 350kg |
| Jean Debuf      | -82,5kg (m) | 5e        | drukken: 8ste met 117,5kg trekken: 4de met 122,5kg stoten: 2de met 160kg totaal: 400kg |
| Georges Firmin  | -82,5kg (m) | 10e       | drukken: 9de met 115kg trekken: 7de met 115kg stoten: 10de met 147,5kg totaal: 377,5kg |

### Hockey
| Olympiër | Onderdeel | Resultaat | Prestatie                                                                                         |
| --- | --------- | --------- | ------------------------------------------------------------------------------------------------- |
| Bernard Boone Roger Capelle Jean-François Dubessay Claude Hauet Jean Hauet Michel Lacroix Robert Lucas Diran Manoukian Florio Martel André Meyer Philippe Reynaud Jacques Thieffry Jean Zizine | mannen    | 11e       | voorronde: W van Italië: 5-0 kwartfinale: V van Pakistan: 0-6 5-12de plek: V van Zwitserland: 1-2 |

### Kanovaren
| Olympiër                       | Onderdeel      | Resultaat | Prestatie                                     |
| ------------------------------ | -------------- | --------- | --------------------------------------------- |
| Jean Molle                     | C-1 1000m (m)  | 7e        | serie 1: 1ste in 4.56,1 finale: 7de in 5.24,1 |
| Robert Boutigny                | C-1 10000m (m) | 8e        | 1:01.15,2                                     |
| Georges Dransart Armand Loreau | C-2 1000m (m)  | 4e        | serie 2: 1ste in 4.38,8 finale: 4de in 4.48,6 |
| Georges Turlier Jean Laudet    | C-2 10000m (m) | Goud      | 54.08,3                                       |
| Louis Gantois                  | K-1 1000m (m)  | Brons     | serie 2: 3de in 4.22,2 finale: 3de in 4.20,1  |
| Pierre Derivery                | K-1 10000m (m) | 10e       | 49.48,5                                       |
| Maurice Graffen Marcel Renaud  | K-2 1000m (m)  | 6e        | serie 3: 3de in 3.54,8 finale: 6de in 3.55,1  |
| Josy Koelsch Georges Kunz      | K-2 10000m (m) | 13e       | 48.23,2                                       |
|                                |                |           |                                               |
| Louis Gantois                  | K-1 500m (v)   | 10e       | serie 1: 4de in 2.24,8                        |

### Moderne vijfkamp
| Olympiër                                              | Onderdeel | Resultaat | Prestatie  |
| ----------------------------------------------------- | --------- | --------- | ---------- |
| Bertrand de Montaudoin                                | mannen    | 40e       | 176 punten |
| André Lacroix                                         | mannen    | 19e       | 110 punten |
| Christian Palant                                      | mannen    | 42e       | 179 punten |
| Bertrand de Montaudoin André Lacroix Christian Palant | team (m)  | 12e       | 441 punten |

### Paardensport
| Olympiër                                                                  | Onderdeel   | Resultaat | Prestatie          |
| Dressuur                                                                  | Dressuur    | Dressuur  | Dressuur           |
| ------------------------------------------------------------------------- | ----------- | --------- | ------------------ |
| André Jousseaume                                                          | individueel | 7e        | 541 punten         |
| Jean Peitevin de Saint André                                              | individueel | 13e       | 479 punten         |
| Jean Saint-Fort Paillard                                                  | individueel | 23e       | 403,5 punten       |
| André Jousseaume Jean Peitevin de Saint André Jean Saint-Fort Paillard    | team        | 4e        | 1423,5 punten      |
| Eventing                                                                  |             |           |                    |
| Charles-Philbert Baron de Court de Lorry                                  | individueel | DNF       | niet gefinisht     |
| André de la Simone                                                        | individueel | 20e       | 193,50 strafpunten |
| Guy Lefrant                                                               | individueel | Zilver    | 54,50 strafpunten  |
| Charles-Philbert Baron de Court de Lorry André de la Simone Guy Lefrant   | team        | DNF       | niet gefinisht     |
| Springconcours                                                            |             |           |                    |
| Pierre Jonquéres d'Oriola                                                 | individueel | Goud      | 8 strafpunten      |
| Jean Marquis d'Orgeix                                                     | individueel | 34e       | 31 strafpunten     |
| Bertrand Pernot du Breuil                                                 | individueel | 16e       | 20 strafpunten     |
| Pierre Jonquéres d'Oriola Jean Marquis d'Orgeix Bertrand Pernot du Breuil | team        | 5e        | 59 strafpunten     |

### Roeien
| Olympiër                                                               | Onderdeel       | Resultaat | Prestatie                                                                                                |
| ---------------------------------------------------------------------- | --------------- | --------- | --- |
| Henri Butel                                                            | skiff (m)       | 10e       | serie 4: 3de in 8.00,4 herkansingen: 2de in 7.41,2                                                       |
| Jacques Maillet Achille Giavonnoni                                     | dubbel-twee (m) | 4e        | serie 1: 1ste in 7.00,1 halve finale 1: 4de in 7.29,5 herkansingen: 1ste in 7.06,3 finale: 4de in 7.06,3 |
| Jean-Pierre Souche René Guissart                                       | twee-zonder (m) | 5e        | serie 4: 2de in 7.57,9 halve finale 1: 3de in 7.54,7 herkansingen: 1ste in 7.57,1 finale: 5de in 8.48,8  |
| Raymond Salles Gaston Mercier Bernard Malivoire                        | twee-met (m)    | Goud      | serie 2: 1ste in 7.57,7 halve finale 1: 1ste in 8.07,5 finale: 1ste in 8.28,6                            |
| Pierre Blondiaux Jean-Jacques Guissart Marc Bouissou Roger Gautier     | vier-zonder (m) | Zilver    | serie 1: 1ste in 6.35,7 halve finale 1: 1ste in 6.59,1 finale: 2de in 7.18,9                             |
| André Goursolle Robert Texier Guy Nosbaum Claude Martin Didier Moureau | vier-met (m)    | 10e       | serie 1: 1ste in 7.18,4 halve finale 1: 2de in 7.11,2 herkansingen: 3de in 7.09,4                        |

### Schermen
| Olympiër                                                                                         | Onderdeel       | Resultaat | Prestatie |
| ------------------------------------------------------------------------------------------------ | --------------- | --------- | --- |
| René Bougnol                                                                                     | degen (m)       | 20e       | 1ste ronde groep 7: 4de met 3 overwinningen kwartfinale 1: 4de met 5 overwinningen halve finale 2: 10de met 0 overwinningen                                 |
| Armand Mouyal                                                                                    | degen (m)       | 48e       | 1ste ronde groep 5: 5de met 3 overwinningen |
| Claude Nigon                                                                                     | degen (m)       | 27e       | 1ste ronde groep 6: 2de met 6 overwinningen kwartfinale 2: 6de met 3 overwinningen                                                                          |
| Jean-Pierre Muller Armand Mouyal Daniel Dagallier René Bougnol Gérard Rousset Claude Nigon       | degen team (m)  | 7e        | 1ste ronde groep 6: 1ste met 1 overwinning kwartfinale 1: 3de met 1 overwinning                                                                             |
| Jéhan de Buhan                                                                                   | floret (m)      | 5e        | 1ste ronde groep 6: 1ste met 4 overwinningen halve finale 1: 1ste met 4 overwinningen finale: 5de met 4 overwinningen                                       |
| Christian d'Oriola                                                                               | floret (m)      | Goud      | 1ste ronde groep 4: 2de met 4 overwinningen halve finale 3: 1ste met 4 overwinningen finale: 1ste met 8 overwinningen                                       |
| Jacques Lataste                                                                                  | floret (m)      | 4e        | 1ste ronde groep 5: 1ste met 6 overwinningen halve finale 2: 2de met 4 overwinningen finale: 4de met 4 overwinningen                                        |
| Jéhan de Buhan Christian d'Oriola Jacques Lataste Claude Netter Jacques Noël Adrian Rommel       | floret team (m) | Goud      | 1ste ronde groep 4: 2de met 1 overwinning kwartfinale 2: 1ste met 1 overwinning halve finale 2: 1ste met 1 overwinning finale: 1ste met 3 overwinningen     |
| Jacques Lefèvre                                                                                  | sabel (m)       | 6e        | 1ste ronde groep 5: 1ste met 5 overwinningen halve finale 3: 1ste met 4 overwinningen finale: 6de met 3 overwinningen                                       |
| Jean Levavasseur                                                                                 | sabel (m)       | 15e       | 1ste ronde groep 4: 2de met 5 overwinningen halve finale 2: 5de met 1 overwinning                                                                           |
| Jean-François Tournon                                                                            | sabel (m)       | 29e       | 1ste ronde groep 3: 6de met 3 overwinningen |
| Jean Laroyenne Jacques Lefèvre Jean Levavasseur Bernard Morel Maurice Piot Jean-François Tournon | sabel team (m)  | Brons     | 1ste ronde groep 1: 2de met 1 overwinning kwartfinale 3: 2de met 1 overwinning halve finale 1: 2de met overwinningen finale: 3de met 1 overwinning          |
|                                                                                                  |                 |           | |
| Odette Drand                                                                                     | floret (v)      | 18e       | 1ste ronde groep 6: 2de met 3 overwinningen kwartfinale 2: 5de met 1 overwinning                                                                            |
| Renée Garilhe                                                                                    | floret (v)      | 6e        | 1ste ronde groep 1: 3de met 2 overwinningen kwartfinale 4: 1ste met 3 overwinningen halve finale 2: 2de met 5 overwinningen finale: 6de met 4 overwinningen |
| Lylian Malherbaud-Lecomte-Guyonneau                                                              | floret (v)      | 7e        | 1ste ronde groep 5: 2de met 3 overwinningen kwartfinale 3: 4de met 2 overwinningen halve finale 1: 2de met 5 overwinningen finale: 7de met 1 overwinning    |

### Schietsport
| Olympiër         | Onderdeel                  | Resultaat | Prestatie                       |
| ---------------- | -------------------------- | --------- | ------------------------------- |
| Paul Konsler     | 50m geweer 3 houdingen (m) | 20e       | 1114 punten: (347-374-393)      |
| Jacques Mazoyer  | 50m geweer 3 houdingen (m) | 9e        | 1157 punten: (375-386-396)      |
| Paul Konsler     | 50m geweer liggend (m)     | 33e       | 393 punten: (97-98-100-98)      |
| Jacques Mazoyer  | 50m geweer liggend (m)     | 22e       | 396 punten: (98-100-98-100)     |
| André Martin     | 50m pistool (m)            | 40e       | 500 punten: (85-82-82-88-75-88) |
| Roger Tauvel     | 50m pistool (m)            | 47e       | 489 punten: (81-77-84-79-80-88) |
| Ludovic Heraud   | 25m snelvuurpistool (m)    | 43e       | 537 punten: (263-274)           |
| André Martin     | 25m snelvuurpistool (m)    | 50e       | 506 punten: (242-264)           |
| Claude Lagarde   | trap (m)                   | 26e       | 173 punten: (88-85)             |
| André Taupin     | trap (m)                   | 18e       | 181 punten: (88-93)             |
| Albert Planchon  | 100m bewegend doel (m)     | 10e       | 350 punten: (164-186)           |
| Jean-Albin Régis | 100m bewegend doel (m)     | 9e        | 352 punten: (158-194)           |

### Schoonspringen
| Olympiër             | Onderdeel     | Resultaat | Prestatie                                                     |
| -------------------- | ------------- | --------- | ------------------------------------------------------------- |
| Henri Goosen         | 3m plank (m)  | 30e       | voorronde: 30ste met 57,79 punten                             |
| Raymond Mulinghausen | 3m plank (m)  | 26e       | voorronde: 26ste met 59,52 punten                             |
| Raymond Mulinghausen | 10m toren (m) | 17e       | voorronde: 17de met 65,02 punten                              |
|                      |               |           |                                                               |
| Madeleine Moreau     | 3m plank (v)  | Zilver    | voorronde: 2de met 67,65 punten finale: 2de met 139,34 punten |
| Nicole Péllissard    | 3m plank (v)  | 7e        | voorronde: 5de met 55,69 punten finale: 7de met 111,98 punten |
| Nicole Péllissard    | 10m toren (v) | 4e        | voorronde: 4de met 43,59 punten finale: 4de met 69,08 punten  |

### Turnen
| Olympiër | Onderdeel                               | Resultaat | Prestatie     |
| --- | --------------------------------------- | --------- | ------------- |
| Raymond Badin | brug (m)                                | 116e      | 16,55 punten  |
| René Changeat | brug (m)                                | 79e       | 17,45 punten  |
| Marcel de Wolf | brug (m)                                | 165e      | 12,90 punten  |
| Raymond Dot | brug (m)                                | 43e       | 18,35 punten  |
| Georges Floquet | brug (m)                                | 134e      | 15,90 punten  |
| Jean Guillou | brug (m)                                | 118e      | 16,45 punten  |
| Michel Mathiot | brug (m)                                | 48e       | 18,25 punten  |
| André Weingand | brug (m)                                | 140e      | 15,50 punten  |
| Raymond Badin | paard voltige (m)                       | 53e       | 17,85 punten  |
| René Changeat | paard voltige (m)                       | 111e      | 15,90 punten  |
| Marcel de Wolf | paard voltige (m)                       | 96e       | 16,45 punten  |
| Raymond Dot | paard voltige (m)                       | 147e      | 13,70 punten  |
| Georges Floquet | paard voltige (m)                       | 49e       | 17,95 punten  |
| Jean Guillou | paard voltige (m)                       | 118e      | 15,45 punten  |
| Michel Mathiot | paard voltige (m)                       | 32e       | 18,30 punten  |
| André Weingand | paard voltige (m)                       | 65e       | 17,60 punten  |
| Raymond Badin | rekstok (m)                             | 60e       | 18,10 punten  |
| René Changeat | rekstok (m)                             | 81e       | 17,85 punten  |
| Marcel de Wolf | rekstok (m)                             | 162e      | 15,10 punten  |
| Raymond Dot | rekstok (m)                             | 44e       | 18,40 punten  |
| Georges Floquet | rekstok (m)                             | 107e      | 17,45 punten  |
| Jean Guillou | rekstok (m)                             | 49e       | 18,30 punten  |
| Michel Mathiot | rekstok (m)                             | 35e       | 18,55 punten  |
| André Weingand | rekstok (m)                             | 60e       | 18,10 punten  |
| Raymond Badin | ringen (m)                              | 79e       | 17,80 punten  |
| René Changeat | ringen (m)                              | 173e      | 13,20 punten  |
| Marcel de Wolf | ringen (m)                              | 137e      | 15,90 punten  |
| Raymond Dot | ringen (m)                              | 26e       | 18,70 punten  |
| Georges Floquet | ringen (m)                              | 131e      | 16,00 punten  |
| Jean Guillou | ringen (m)                              | 142e      | 15,85 punten  |
| Michel Mathiot | ringen (m)                              | 90e       | 17,50 punten  |
| André Weingand | ringen (m)                              | 111e      | 16,85 punten  |
| Raymond Badin | sprong (m)                              | 158e      | 16,40 punten  |
| René Changeat | sprong (m)                              | 40e       | 18,45 punten  |
| Marcel de Wolf | sprong (m)                              | 135e      | 17,25 punten  |
| Raymond Dot | sprong (m)                              | 25e       | 18,65 punten  |
| Georges Floquet | sprong (m)                              | 137e      | 17,20 punten  |
| Jean Guillou | sprong (m)                              | 142e      | 16,90 punten  |
| Michel Mathiot | sprong (m)                              | 54e       | 18,35 punten  |
| André Weingand | sprong (m)                              | 104e      | 17,80 punten  |
| Raymond Badin | vloer (m)                               | 148e      | 15,65 punten  |
| René Changeat | vloer (m)                               | 11e       | 18,85 punten  |
| Marcel de Wolf | vloer (m)                               | 132e      | 16,25 punten  |
| Raymond Dot | vloer (m)                               | 73e       | 17,55 punten  |
| Georges Floquet | vloer (m)                               | 144e      | 15,90 punten  |
| Jean Guillou | vloer (m)                               | 98e       | 17,10 punten  |
| Michel Mathiot | vloer (m)                               | 73e       | 17,55 punten  |
| André Weingand | vloer (m)                               | 98e       | 17,10 punten  |
| Raymond Badin | individuele meerkamp (m)                | 90e       | 102,35 punten |
| René Changeat | individuele meerkamp (m)                | 97e       | 101,70 punten |
| Marcel de Wolf | individuele meerkamp (m)                | 145e      | 93,85 punten  |
| Raymond Dot | individuele meerkamp (m)                | 70e       | 105,35 punten |
| Georges Floquet | individuele meerkamp (m)                | 104e      | 100,40 punten |
| Jean Guillou | individuele meerkamp (m)                | 106e      | 100,05 punten |
| Michel Mathiot | individuele meerkamp (m)                | 51e       | 108,50 punten |
| André Weingand | individuele meerkamp (m)                | 86e       | 102,95 punten |
| Raymond Badin René Changeat Marcel de Wolf Raymond Dot Georges Floquet Jean Guillou Michel Mathiot André Weingand                     | meerkamp team (m)                       | 12e       | 534,90 punten |
| |                                         |           |               |
| Ginette Durand | balk (v)                                | 26e       | 18,06 punten  |
| Colette Fanara | balk (v)                                | 115e      | 15,63 punten  |
| Colette Hué | balk (v)                                | 98e       | 16,36 punten  |
| Madeleine Jouffroy | balk (v)                                | 119e      | 15,33 punten  |
| Alexandra Lemoine | balk (v)                                | 38e       | 17,69 punten  |
| Liliane Montagne | balk (v)                                | 46e       | 17,50 punten  |
| Iréne Pittelioen | balk (v)                                | 37e       | 17,70 punten  |
| Jeanette Vogelbacher | balk (v)                                | 108e      | 16,16 punten  |
| Ginette Durand | brug (v)                                | 75e       | 17,02 punten  |
| Colette Fanara | brug (v)                                | 85e       | 16,72 punten  |
| Colette Hué | brug (v)                                | 111e      | 15,80 punten  |
| Madeleine Jouffroy | brug (v)                                | 41e       | 17,70 punten  |
| Alexandra Lemoine | brug (v)                                | 128e      | 13,86 punten  |
| Liliane Montagne | brug (v)                                | 106e      | 15,96 punten  |
| Iréne Pittelioen | brug (v)                                | 23e       | 18,09 punten  |
| Jeanette Vogelbacher | brug (v)                                | 31e       | 17,83 punten  |
| Ginette Durand | sprong (v)                              | 62e       | 17,82 punten  |
| Colette Fanara | sprong (v)                              | 105e      | 16,86 punten  |
| Colette Hué | sprong (v)                              | 98e       | 17,19 punten  |
| Madeleine Jouffroy | sprong (v)                              | 109e      | 16,70 punten  |
| Alexandra Lemoine | sprong (v)                              | 58e       | 17,92 punten  |
| Liliane Montagne | sprong (v)                              | 112e      | 16,43 punten  |
| Iréne Pittelioen | sprong (v)                              | 84e       | 17,39 punten  |
| Jeanette Vogelbacher | sprong (v)                              | 124e      | 15,56 punten  |
| Ginette Durand | vloer (v)                               | 52e       | 17,66 punten  |
| Colette Fanara | vloer (v)                               | 87e       | 17,10 punten  |
| Colette Hué | vloer (v)                               | 83e       | 17,16 punten  |
| Madeleine Jouffroy | vloer (v)                               | 67e       | 17,50 punten  |
| Alexandra Lemoine | vloer (v)                               | 33e       | 17,96 punten  |
| Liliane Montagne | vloer (v)                               | 103e      | 16,76 punten  |
| Iréne Pittelioen | vloer (v)                               | 94e       | 16,99 punten  |
| Jeanette Vogelbacher | vloer (v)                               | 111e      | 16,60 punten  |
| Ginette Durand | individuele meerkamp (v)                | 46e       | 70,56 punten  |
| Colette Fanara | individuele meerkamp (v)                | 99e       | 66,31 punten  |
| Colette Hué | individuele meerkamp (v)                | 97e       | 66,51 punten  |
| Madeleine Jouffroy | individuele meerkamp (v)                | 88e       | 67,23 punten  |
| Alexandra Lemoine | individuele meerkamp (v)                | 87e       | 67,43 punten  |
| Liliane Montagne | individuele meerkamp (v)                | 95e       | 66,65 punten  |
| Iréne Pittelioen | individuele meerkamp (v)                | 50e       | 70,17 punten  |
| Jeanette Vogelbacher | individuele meerkamp (v)                | 101e      | 66,15 punten  |
| Ginette Durand Colette Fanara Colette Hué Madeleine Jouffroy Alexandra Lemoine Liliane Montagne Iréne Pittelioen Jeanette Vogelbacher | meerkamp team (v)                       | 12e       | 476,35 punten |
| Ginette Durand Colette Fanara Colette Hué Madeleine Jouffroy Alexandra Lemoine Liliane Montagne Iréne Pittelioen Jeanette Vogelbacher | meerkamp team draagbaar gereedschap (v) | 11e       | 67,80 punten  |

### Voetbal
| Olympiër | Onderdeel | Resultaat | Prestatie                   |
| --- | --------- | --------- | --------------------------- |
| Jacques Barreau Lucien Bochard Jacques Bohée Roger Colliot Léonce Deprez Jean-Claude Druart Albert Eloy Michel Leblond Bernard Lefèvre Célestin Oliver René Persillon | mannen    | 17e       | voorronde: V van Polen: 1-2 |

### Wielersport
| Olympiër                                                           | Onderdeel                | Resultaat | Prestatie |
| Baan                                                               | Baan                     | Baan      | Baan |
| ------------------------------------------------------------------ | ------------------------ | --------- | --- |
| Franck Lenormand                                                   | sprint (m)               | DNF       | serie 3: 1ste in 12,6 kwartfinale 2: 2de herkansingen: niet gefinisht |
| Henri Andrieux                                                     | tijdrit (m)              | 9e        | 1.14,7 |
| Franck Le Normand Robert Vidal                                     | tandem (m)               | 4e        | 1ste ronde: W van JPN Tomioka/Chikanari: 10,8 kwartfinale 1: V van NZL Simpson/Dickinson: 11,1 halve finale: V van RSA Robinson/Shardelow: niet gefinisht bronzen finale: V van ITA Pinarello/Maspes: niet gefinisht |
| Claude Brugerolles Henri Andrieux Jean-Marie Joubert Pierre Michel | ploegenachtervolging (m) | 4e        | kwalificatie: 3de in 4.52,4 1ste ronde: W van Denemarken: 4.54,7 halve finale: V van Saoedi-Arabië: niet gefinisht bronzen finale: V van Groot-Brittannië: 4.51,9                                                    |
| Weg                                                                |                          |           | |
| Jacques Anquetil                                                   | wegwedstrijd (m)         | 12e       | 5:11.19,0 |
| Roland Bezamat                                                     | wegwedstrijd (m)         | DNF       | niet gefinisht |
| Claude Rouer                                                       | wegwedstrijd (m)         | 23e       | 5:16.19,1 |
| Alfred Tonello                                                     | wegwedstrijd (m)         | 13e       | 5:11.20,0 |
| Jacques Anquetil Claude Rouer Alfred Tonello                       | wegwedstrijd team (m)    | Brons     | 15:38.58,1 |

### Worstelen
| Olympiër       | Onderdeel   | Resultaat   | Prestatie |
| Vrije stijl    | Vrije stijl | Vrije stijl | Vrije stijl                                                                                                  |
| -------------- | ----------- | ----------- | --- |
| Marcel Sigiran | -52kg (m)   | 10e         | 1ste ronde: V van URS Sayadov 2de ronde: V van ITA De Giorgi: 0-3                                            |
| Charles Kouyos | -57kg (m)   | 20e         | 1ste ronde: V van SWE Vesterby: 1-2                                                                          |
| Roger Bielle   | -62kg (m)   | 15e         | 1ste ronde: V van TUR Sit 2de ronde: W van PHI Monte-Manibog: 3-0 3de ronde: V van URS Dadashov: 0-3         |
| Roger Bielle   | -73kg (m)   | 13e         | 1ste ronde: V van JPN Yamazaki: 1-2 2de ronde: V van AUS Scott: 1-2 3de ronde: V van TUR Islioğlu: 0-3       |
| André Brunaud  | -79kg (m)   | 13e         | 1ste ronde: V van IRI Takhti 2de ronde: V van EGY Hussain: 0-3                                               |
| Grieks-Romeins |             |             | |
| Edmond Faure   | -52kg (m)   | 13e         | 1ste ronde: V van ITA Fabra: 0-3 2de ronde: V van SWE Johansson: 0-3                                         |
| Maurice Faure  | -57kg (m)   | 13e         | 1ste ronde: V van FIN Kyllönen 2de ronde: V van LIB Chibab: 1-2                                              |
| Antoine Merle  | -62kg (m)   | 16e         | 1ste ronde: V van URS Punkin 2de ronde: V van TUR Bozbey: 0-3                                                |
| André Verdaine | -67kg (m)   | 7e          | 1ste ronde: W van POL Szajewski: 3-0 2de ronde: V van TCH Athanasov: 1-2 3de ronde: V van ITA Benedetti: 1-2 |
| René Chesneau  | -73kg (m)   | 5e          | 1ste ronde: W van AUT Anglberger: 3-0 2de ronde: V van LIB Taha 3de ronde: W van EGY Osman: 3-0              |

### Zeilen
| Olympiër                                                                     | Onderdeel   | Resultaat | Prestatie                            |
| ---------------------------------------------------------------------------- | ----------- | --------- | ------------------------------------ |
| Jacques Lebrun                                                               | finn        | 11e       | 3616 punten: (7-7-6-5-20-16-20)      |
| Edouard Chabert Jean-Louis Dauris                                            | star        | 6e        | 3866 punten: (6-11-7-7-4-4-10)       |
| Marcel de Kerviler Jean Frain de la Gaulayrie Guy Le Mouroux                 | star        | 16e       | 1078 punten: (11-16-DSQ-12-16-15-16) |
| Jean Marie Pierre Roux-Delimal Jacques Henry Jules Allard Noël Libert Calone | 5,5m klasse | 14e       | 1455 punten: (10-16-6-15-16-15-11)   |

### Zwemmen
| Olympiër                                                        | Onderdeel             | Resultaat    | Prestatie                                                                  |
| --------------------------------------------------------------- | --------------------- | ------------ | -------------------------------------------------------------------------- |
| Aldo Eminente                                                   | 100m vrije slag (m)   | 7e           | serie 1: 2de in 58,2 halve finale 1: 4de in 58,3 finale: 7de in 58,7       |
| Alex Jany                                                       | 100m vrije slag (m)   | 12e          | serie 3: 2de in 58,9 halve finale 3: 4de in 58,9                           |
| Michel Vandamme                                                 | 100m vrije slag (m)   | 30e          | serie 5: 4de in 1.00,9                                                     |
| Jo Bernardo                                                     | 400m vrije slag (m)   | halve finale | serie 1: 4de in 4.53,5                                                     |
| Jean Boiteux                                                    | 400m vrije slag (m)   | Goud         | serie 4: 1ste in 4.45,1 finale: 1ste in 4.30,7 (OR)                        |
| René Million                                                    | 400m vrije slag (m)   | 27e          | serie 8: 5de in 5.07,0                                                     |
| Jo Bernardo                                                     | 1500m vrije slag (m)  | 5e           | serie 5: 2de in 19.06,5 finale: 5de in 18.59,1                             |
| Jean Boiteux                                                    | 1500m vrije slag (m)  | 9e           | serie 4: 1ste in 19.12,3                                                   |
| Gilbert Bozon                                                   | 100m rugslag (m)      | Zilver       | serie 1: 1ste in 1.07,8 finale: 2de in 1.06,2                              |
| Lucien Zins                                                     | 100m rugslag (m)      | halve finale | serie 5: 2de in 1.09,7                                                     |
| Pierre Joly dit Dumesnil                                        | 200m scholslag (m)    | 17e          | serie 1: 2de in 2.43,4                                                     |
| Maurice Lusien                                                  | 200m scholslag (m)    | 7e           | serie 5: 2de in 2.40,9 halve finale 2: 5de in 2.39,1 finale: 7de in 2.39,8 |
| Joseph Bernardo Jean Boiteux Aldo Eminente Alexandre Jany       | 4x200m vrije slag (m) | Brons        | serie 1: 1ste in 8.55,9 finale: 3de in 8.45,9                              |
|                                                                 |                       |              |                                                                            |
| Josette Arène                                                   | 100m vrije slag (v)   | 17e          | serie 3: 3de in 1.09,1                                                     |
| Gaby Tanguy                                                     | 100m vrije slag (v)   | 22e          | serie 6: 4de in 1.10,6                                                     |
| Josette Arene                                                   | 400m vrije slag (v)   | 26e          | serie 5: 6de in 5.44,1                                                     |
| Ginette Jany                                                    | 400m vrije slag (v)   | 21e          | serie 4: 5de in 5.32,6                                                     |
| Colette Thomas                                                  | 400m vrije slag (v)   | 23e          | serie 3: 3de in 5.36,8                                                     |
| Odette Lusien                                                   | 200m schoolslag (v)   | 19e          | serie 3: 4de in 3.06,7                                                     |
| Gaby Tanguy Maryse Morandini Ginette Jany-Sendral Josette Arène | 4x100m vrije slag (v) | 7e           | serie 2: 4de in 4.42,0 finale: 7de                                         |

Argentinië · Australië · Bahama's · België · Bermuda · Birma · Brazilië · Brits-Guiana · Bulgarije · Canada · Ceylon · Chili · China · Cuba · Denemarken · Duitsland · Egypte · Filipijnen · Finland · Frankrijk · Goudkust · Griekenland · Groot-Brittannië · Guatemala · Hongarije · Hongkong · Ierland · IJsland · India · Indonesië · Iran · Israël · Italië · Jamaica · Japan · Joegoslavië · Libanon · Liechtenstein · Luxemburg · Mexico · Monaco · Nederland · Nederlandse Antillen · Nieuw-Zeeland · Nigeria · Noorwegen · Oostenrijk · Pakistan · Panama · Polen · Portugal · Puerto Rico · Roemenië · Saarland · Singapore ·  Sovjet-Unie · Spanje · Thailand · Trinidad en Tobago · Tsjecho-Slowakije · Turkije · Uruguay · Venezuela · Verenigde Staten · Vietnam · Zuid-Afrika · Zuid-Korea · Zweden · Zwitserland